# Paraptilotus pallidus
Paraptilotus pallidus är en tvåvingeart som beskrevs av Richards 1965. Paraptilotus pallidus ingår i släktet Paraptilotus och familjen hoppflugor.
Artens utbredningsområde är Kenya. Inga underarter finns listade i Catalogue of Life.